# Pałac Kultury w Jassach
Pałac Kultury w Jassach (rum. Palatul Culturii din Iași) – budynek użyteczności publicznej, zlokalizowany w Jassach w Rumunii (historyczna Mołdawia). Wybudowany w stylu neogotyckim według projektu Iona D. Berindeya. Jest największym w kraju obiektem oświetlonym w technologii LED. Z biegiem lat pełnił różne funkcje, między innymi był siedzibą instytucji publicznych, a także organów administracji państwowej i wymiaru sprawiedliwości. Istniała tu także  biblioteka. Został wpisany do krajowego rejestru zabytków. 

## Historia
Posiadłość znajduje się na terenie dawnego, średniowiecznego dworu książąt mołdawskich (1434). Pierwotnym zamysłem była przebudowa i rozbudowa istniejącego w tym miejscu pałacu książęcego. Miała ona nastąpić za czasów panowania hospodara Mołdawii, Aleksandra Moruziego (1803-1806; architekt: Johan Freywald), i być kontynuowana za życia kolejnego władcy, Michała VI Sturdzy (1841-1843; architekt Nicolae Singurow). Najpierw podjęto decyzję o zachowaniu fundamentów i dwóch kondygnacji, na których znajdowało się 365 pokoi. W późniejszych latach rumuński architekt I.D. Berindey nadał pałacowi neogotyckiego charakteru. Rozpoczęte w latach 1906-1907 prace restauratorskie zostały wstrzymane z powodu walk prowadzonych na frontach I wojny światowej. Sam budynek jednak, mimo że niedokończony, pełnił rolę koszar dla wojsk rumuńskich i rosyjskich, oraz był wykorzystywany jako siedziba instytucji publicznych i szpitali wojskowych. Pałac ostatecznie ukończono 11 października 1925, a jego oficjalnego otwarcia (rok później) dokonał król, Ferdynand I Rumuński. W 1955 roku posiadłość zmieniła swoją funkcję na kulturalną. W latach 2008–2016 wnętrza obiektu przeszły renowację. Obecnie pałac jest siedzibą czterech muzeów: Muzeum Historii Mołdawii, Muzeum Etnograficznego, Muzeum Nauki i Techniki, oraz Muzeum Sztuki. Mieści się tu też przestrzeń wystawiennicza Centrum Konserwacji i Restauracji Dziedzictwa Kulturowego.